# Шкурпелы (Зеньковский район)
Шкурпелы (укр. Шкурпели) — село,
Покровский сельский совет,
Зеньковский район,
Полтавская область,
Украина.
Код КОАТУУ — 5321384406. Население по переписи 2001 года составляло 55 человек.

## Географическое положение
Село Шкурпелы находится на расстоянии в 1 км от села Морозы и в 2-х км от села Покровское.
По селу протекает пересыхающий ручей с запрудой.
Рядом проходит автомобильная дорога Т-1706.

## История
В 1859 году на владельческом хуторе Шкурпелин было 4 двора где проживало 18 мужского и 17 женского пола

## Экономика
- Молочно-товарная ферма.